# گرویوس سیل، میسوری
گرویوس سیل (به انگلیسی: Gravois Mills) یک روستا (ایالات متحده آمریکا) در ایالات متحده آمریکا است که در شهرستان مورگان، میزوری واقع شده‌است.
 گرویوس سیل ۲٫۱۳ کیلومتر مربع مساحت و ۱۴۴ نفر جمعیت دارد و ۲۰۷٫۸۸ متر بالاتر از سطح دریا واقع شده‌است.